# Устюговский
Устюговский (баш. Устюговск) — деревня в Благовещенском районе Башкортостана, относится к Старонадеждинскому сельсовету.

## Население
| 2002 | 2009 | 2010 |
| ---- | ---- | ---- |
| 10   | ↘6   | ↗9   |

Согласно переписи 2002 года, преобладающая национальность — русские (60 %).

## История
Период возникновения поселка Устюговский, а также обстоятельства, при которых он был образован, до конца так и не выявлены. Известно, что в документах переписи 1926 года поселок еще не значился.
По имеющимся данным, поселение всегда входило в состав Старонадеждинского сельсовета, а в советское время еще и в состав совхоза «Усинский». На сегодняшний день Устюговский также относится к Старонадеждинскому сельсовету.
По данным 1939 года в поселке насчитывалось 88 человек, однако, со временем количество постоянных жителей постепенно сокращалось. Преобладающая национальность местных жителей — русские.

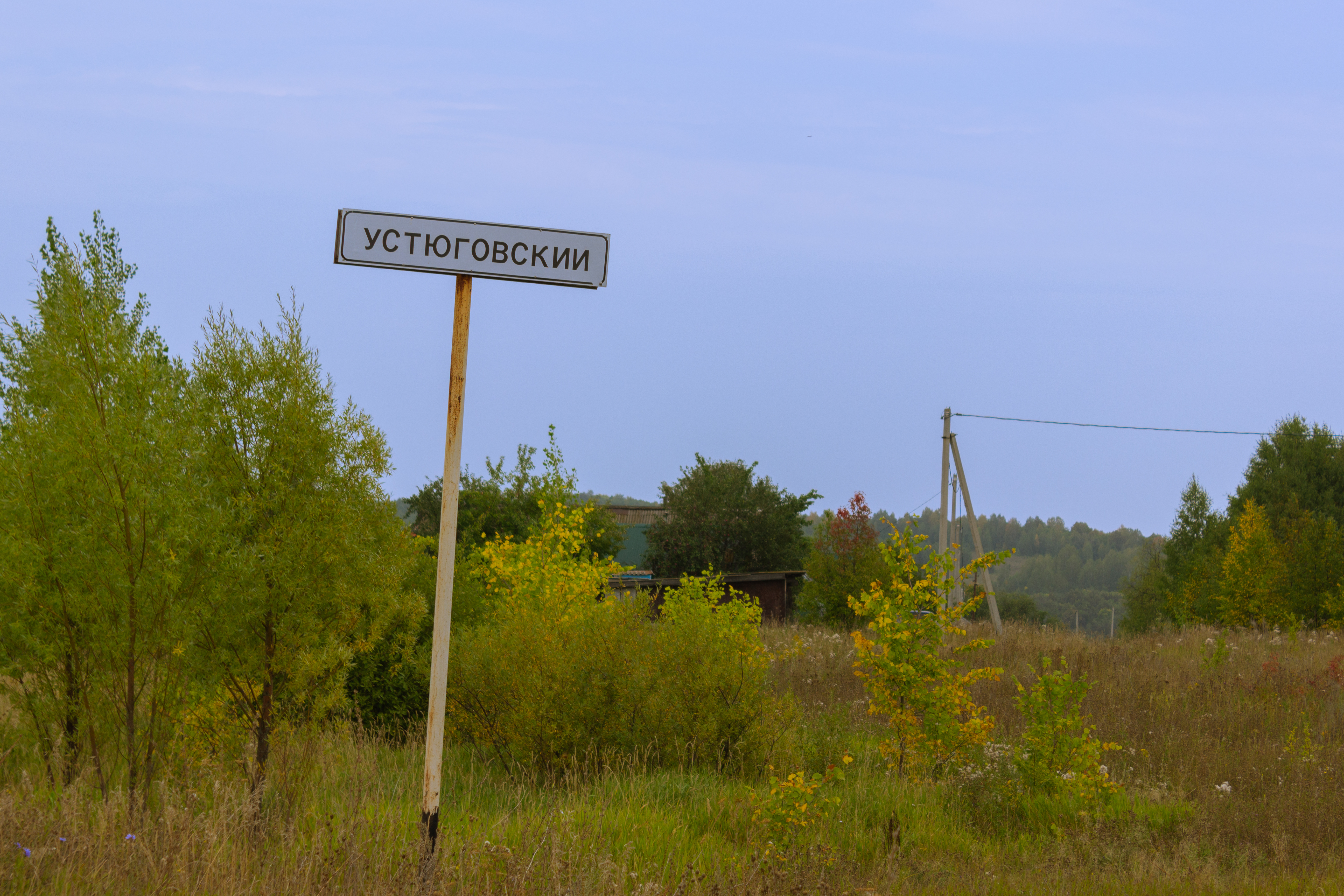
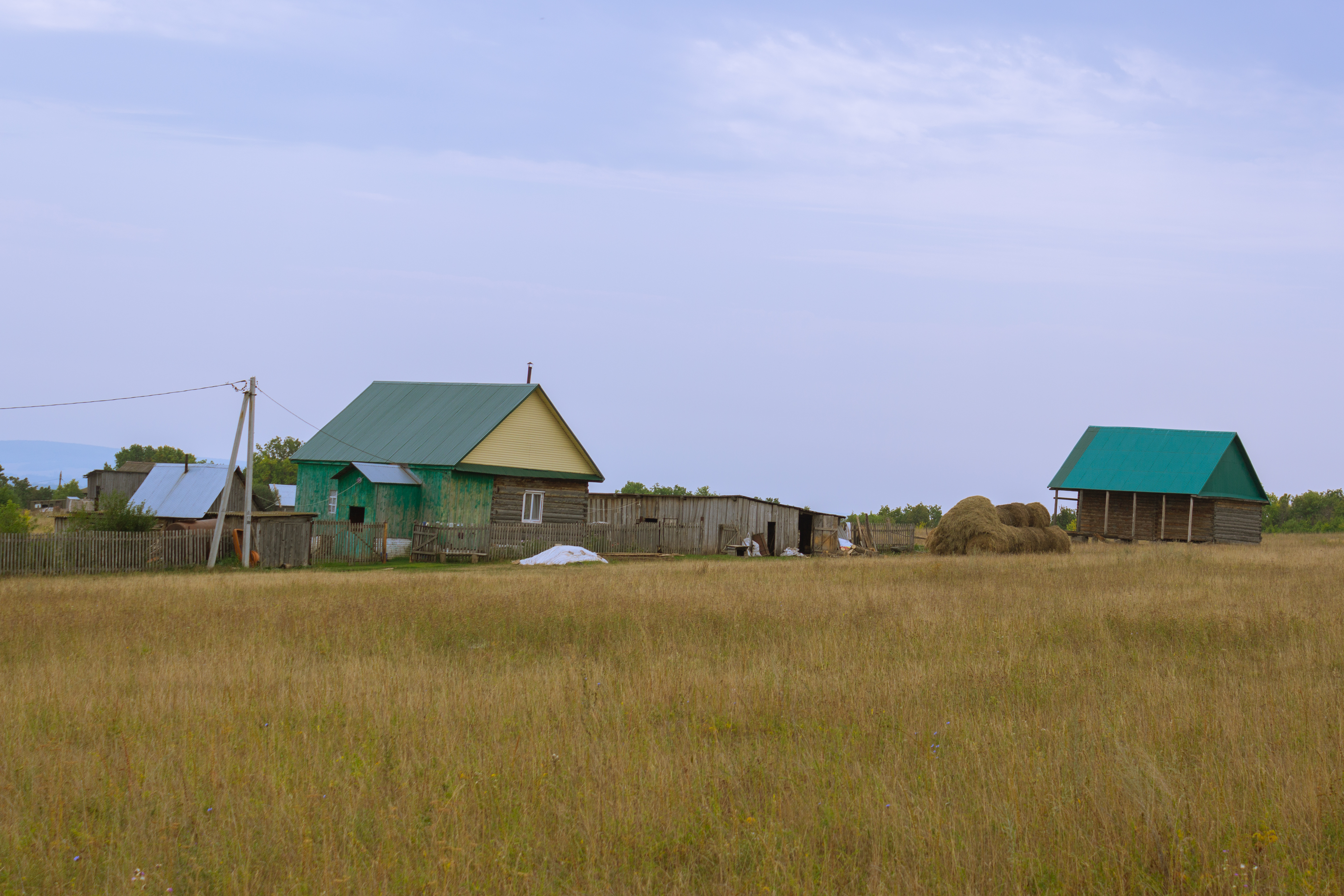
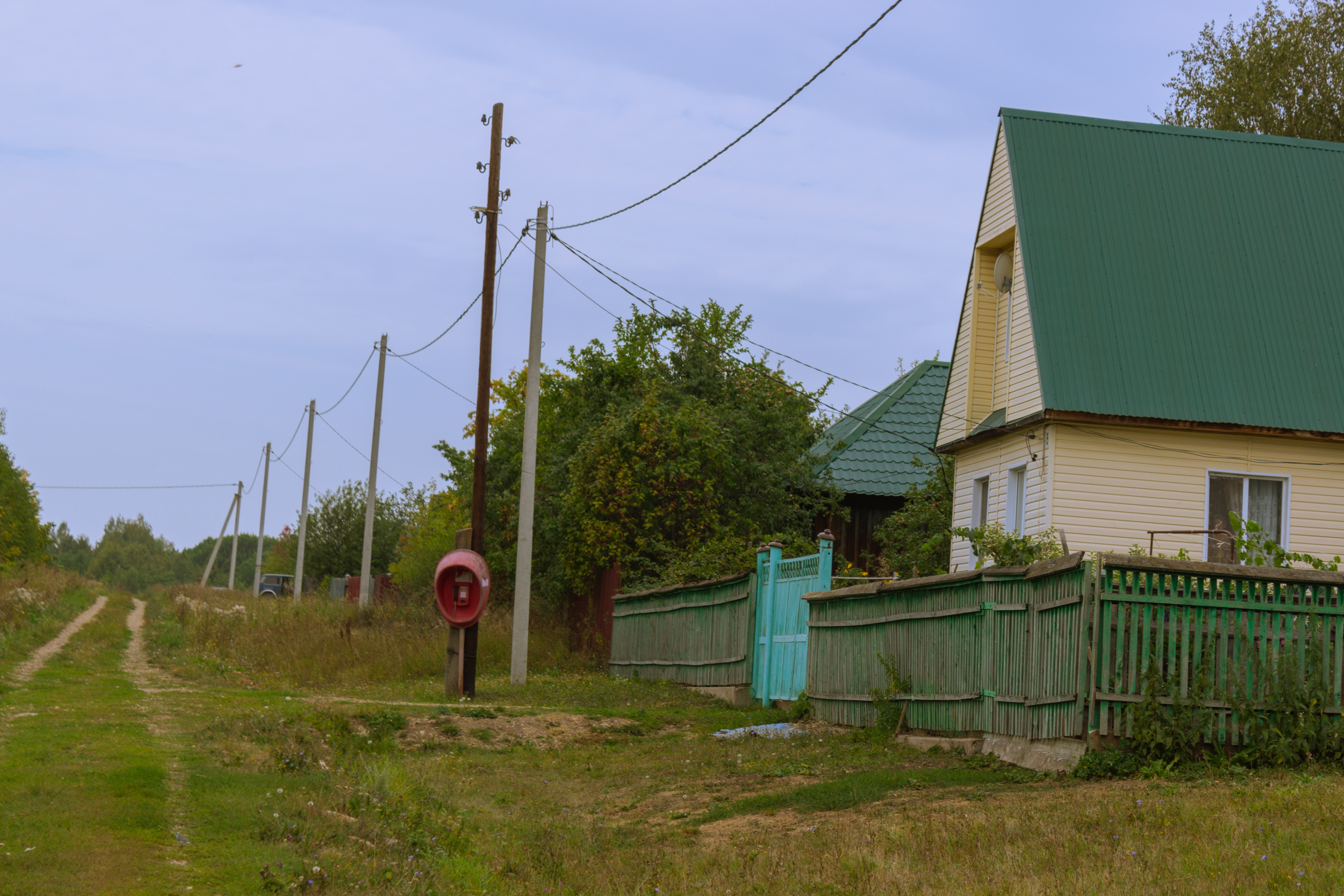

## Географическое положение
Расстояние до:
- районного центра (Благовещенск): 54 км,
- центра сельсовета (Старонадеждино): 4 км,
- ближайшей ж/д станции (Загородная): 59 км.